# Los hacendados de Reigate
Los hacendados de Reigate es uno de los 56 relatos cortos sobre Sherlock Holmes escrito por Arthur Conan Doyle. Fue publicado originalmente en The Strand Magazine y posteriormente recogido en la colección Memorias de Sherlock Holmes.

## Argumento
El doctor Watson sitúa el relato en la primavera de 1887 cuando, tras recibir un telegrama, debe viajar a Francia en ayuda de su amigo Holmes. El detective ha visto quebrantada su salud por culpa del agotamiento, y se encuentra enfermo en un hotel de Lyon. Doyle, de la mano del doctor Watson, sorprende una vez más al lector mostrando al invencible Holmes presa de las limitaciones que acompañan a cualquier ser humano. Resulta difícil imaginar al indestructible e intrépido detective, capaz de pasar noches enteras sin dormir y de enfrentarse a los más peligrosos enemigos, abatido y sin fuerzas.
Tras su regreso a Londres, Watson acepta la invitación del coronel Hayter y ambos amigos se instalan en la casa que su anfitrión tienen en el campo, donde Holmes recuperará rápidamente sus fuerzas y resolverá un difícil rompecabezas. Un extraño robo, seguido del asesinato, en raras circunstancias, del cochero de la familia Cuningham, pone en vilo a los habitantes de Reigate.
Holmes, con su habitual astucia, con la ayuda del doctor Watson y del amable coronel Hayter, resuelve el caso. Los malvados Cuningham son encarcelados, y Sherlock Holmes deja perplejos con sus deducciones, como de costumbre, a todos los participantes en el caso. Un pequeño trozo de papel le dará la clave que le conducirá a la brillante resolución del complicado caso, logrando colocar en su sitio cada una de las piezas del rompecabezas, aunque esta vez con gran riesgo de su vida. Holmes termina la aventura en una envidiable forma que le hace decir: "Watson, yo creo que nuestro propósito de descansar en el campo ha tenido un éxito notable, y yo regresaré mañana con nuevas fuerzas a Baker Street."
El relato se publicó con el título de The Reigate Squires, en junio de 1895, en The Strand, y el mismo año, con el título de The Reigate Puzzle, en Harper's.